# Sørheim

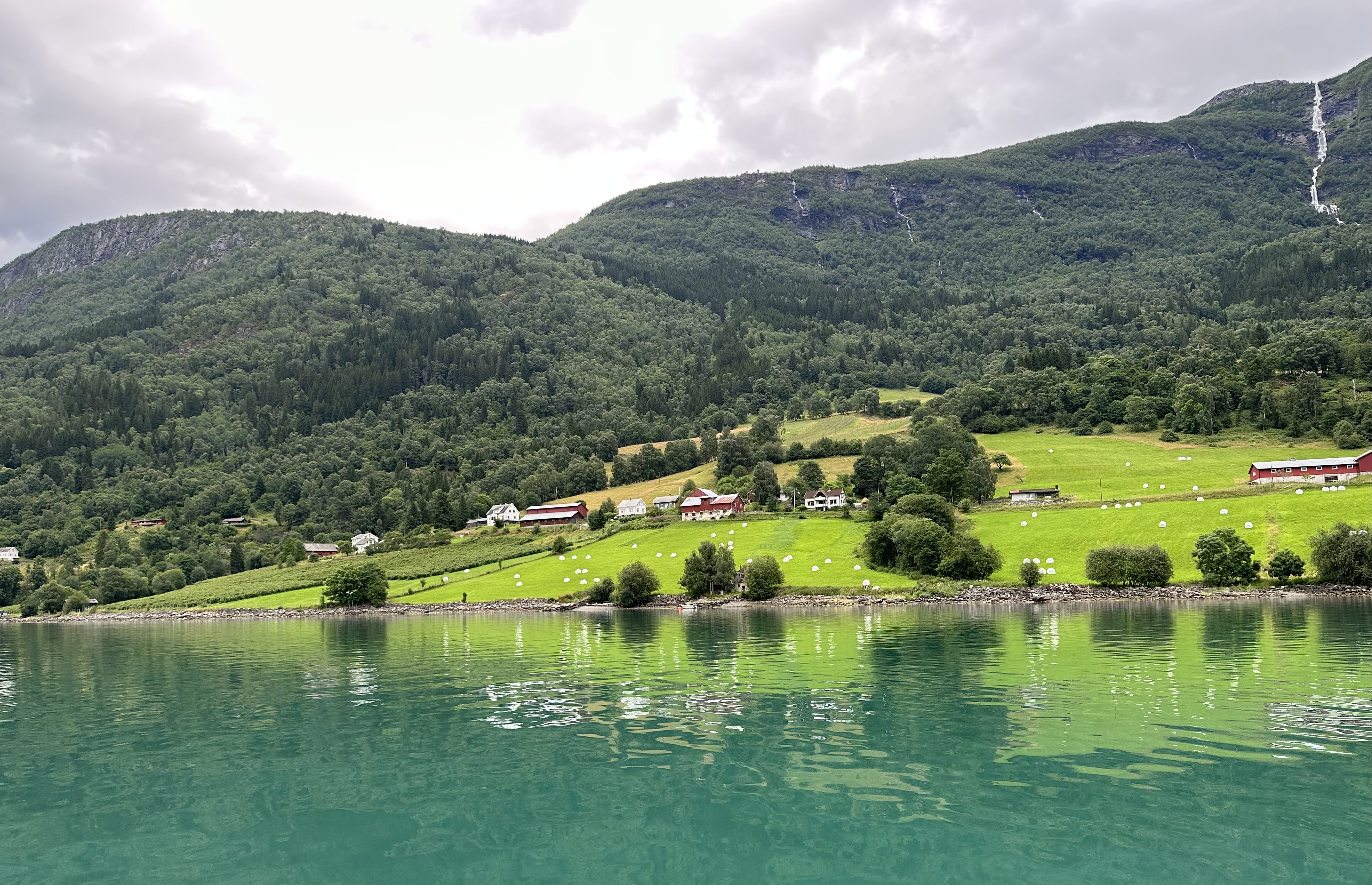
Sørheim

Sørheim ist eine Siedlung am Lusterfjord in der norwegischen Gemeinde Luster in der Provinz Vestland.

## Lage
Sørheim liegt am Ostufer des Fjords, in den in der Ortslage der Sørheimselvi und der Merkesgrovi einmündet. Am Fjordufer entlang verläuft die Straße Fv331, die nördlich nach Skjolden und im Süden über Feigum, Kroken und Ornes nach Kinsedalen führt.

## Geschichte
1909 gründeten Kari und Nils H. Lerum in Sørheim eine Saftfabrik, in der aus regional geernteten Beeren Saft hergestellt wurde. Aus dem Unternehmen entwickelte sich Lerum, ein Hersteller von Säften und Marmeladen. Die Produktion wurde 1919 nach Sogndal verlegt, wo nun in Kaupanger produziert wird. Erster Saft war bereits im August 1907 im unmittelbar nördlich von Sørheim gelegenen Hof Leri gekocht worden und hatte sich in Bergen großer Beliebtheit erfreut. Bereits seit 1905 betrieben die Lerums ein Ladengeschäft. Zum 90. Gründundungsjubiläum wurde 1997 die alte Saftfabrik restauriert, 2003 folgte der historische Laden. Beides wird als Museum betrieben.
In der Ortslage befinden sich zwei prähistorische Grabanlagen.